# Daniela Morales
Daniela del Carmen Morales Verde (Cumaná, Venezuela, 11 de mayo de 1988) es una modelo y reina de belleza venezolana.

## Carrera
Daniela es ingeniera de telecomunicaciones de profesión.Participó en Teen Model Venezuela 2004, quedando en el sexto lugar. Representó al estado Sucre en el concurso Miss Venezuela 2009.